# Parque Jardim dos Namorados
O Parque Jardim dos Namorados é um dos parques urbanos da cidade de Salvador na Bahia, foi criado no fim da década de 1960. No final da década de 1990, o parque foi reinaugurado e o novo projeto inclui anfiteatro, pórticos, murais e esculturas de artistas plásticos baianos, quadras esportivas e equipamentos de ginástica. Localizado no bairro da Pituba, próximo ao Parque Costa Azul, foi implantado em frente a Praia do Jardim dos Namorados. O parque tem 110.000 metros quadrados com espaço para eventos culturais, recreação infantil, contemplação e outros. Possui calçadão, ciclovia, pistas de cooper, de patinação e para a prática de skate, quiosques de vendas de coco, estacionamento e estação para aluguel de bicicletas da Bike Salvador. Costuma ter feiras de artesanato, em alguns finais de semana, principalmente no verão.
A Praia do Jardim dos Namorados fica entre o antigo Clube Português, atualmente Parque Aquático de Salvador na Praia da Pituba e o Rio Camarajipe, onde se inicia a Praia do Jardim de Alah. Não é propicia ao banho de mar e é utilizada principalmente para a pesca de molinete.
Compondo a revitalização da orla soteropolitana, em seu trecho entre Amaralina e Jardim de Alah, a primeira parte das obras no parque foram entregues no início de julho de 2014, quando implantou uma sede para a colônia de pescadores, a Colônia de Pesca Z1 - Capatazia Jardim dos Namorados Silvano Neves de Jesus.